# John Baptist Minder
John Baptist Minder OSFS (* 1. November 1923 in Philadelphia, Pennsylvania; † 13. August 2009) war Bischof von Keimoes-Upington.

## Leben
John Baptist Minder, dessen Vorfahren im 20. Jahrhundert aus Deutschland in die Vereinigten Staaten auswanderten, empfing am 3. Juni 1950 das Sakrament der Priesterweihe für die Oblaten des heiligen Franz von Sales.
Papst Paul VI. berief ihn am 12. Oktober 1967 zum Bischof von Keimoes. Die Bischofsweihe erfolgte am 10. Januar des nächsten Jahres durch den Erzbischof von Kapstadt Owen Kardinal McCann; Mitkonsekratoren waren Joseph Patrick Fitzgerald OMI, Erzbischof von Bloemfontein, und Edward Francis Joseph Schlotterback OSFS, Apostolischer Vikar von Keetmanshoop.
Am 5. Juli 2000 nahm Johannes Paul II. seinen altersbedingten Rücktritt an. Am 13. August 2009 starb er im Alter von 85 Jahren.